# 这里的黎明静悄悄 (1972年电影)
这里的黎明静悄悄（俄语：А зори здесь тихие）是1972年的一部苏联影片，改编自鲍里斯·瓦西里耶夫的同名小说，由斯坦尼斯拉夫·罗斯托茨基执导。曾获奥斯卡最佳外语片奖提名。

## 剧情
1942年之夏，瓦斯柯夫大士帶領兩個班的高射機槍女兵駐扎在基洛夫铁路171会让站旁边的村子裡。有一天，班長麗達在不遠的樹林裡發現了兩個空降的德軍計劃要襲擊蘇聯腹地的軍事設施。瓦斯柯夫帶領一支小分隊去搜查敵軍，成員包括麗薩、迦爾卡、麗達、索妮婭、冉妮婭五個女兵。但敵人的力量與自然環境的惡劣遠比她們想得要殘酷，這些蘇聯女戰士，不得不在叢林中與人數眾多的敵軍反復周旋......